# 말런 잭슨
말런 데이비드 잭슨(영어: Marlon David Jackson, 1957년 3월 12일 ~ )은 미국의 가수이다. 잭슨 파이브에 데뷔했다가 탈퇴했다. 마이클 잭슨의 형이며 자넷 잭슨의 오빠이다.

## 어린 시절
말론 데이비드 잭슨(Marlon David Jackson)은 1957년 3월 12일 인디애나 주 게리에 있는 세인트 메리 머시 병원에서 제철소 노동자였던 조셉의 10남매 중 여섯째로 태어났다. 성장하면서 말론은 특히 마이클과 가까워졌고, 마이클은 출생 직후 사망한 쌍둥이 형제 브랜든의 대리자로 여겼다. 말론은 "우리는 가족의 장난꾸러기였다"고 말했다.
1964년까지 말론과 마이클은 형제인 티토 잭슨, 재키 잭슨 및 저메인 잭슨에 합류하여 잭슨 5라는 그룹을 결성했다. 그들의 어머니인 캐서린은 피아노와 클라리넷을 연주하고 형제들과 함께 하모니를 불렀다. 아버지 조는 리허설을 주도하여 그들이 거리에서 문제를 일으키지 않도록 했다. 그들은 뉴욕을 포함한 주 전역의 노래 대회에서 우승했다. 그것은 그들의 경력의 시작을 의미했다. 말론은 잭슨 5의 가장 유명한 멤버는 아니었지만, 잭슨 5의 많은 히트곡에서 배경 보컬을 불렀다. 그는 또한 콩가와 탬버린을 연주했다. 랜디 잭슨 (1961년) 형제는 나중에 그룹이 레이블을 떠나 잭슨스(Jacksons)로 이름을 바꾼 후 저메인이 모타운에 머물기로 결정했을 때 밴드에 합류했다. 말론에게는 세 명의 자매가 있다. (레비, 라 토야, 자넷)